# Formica tomentosa
Formica tomentosa é uma espécie de formiga do gênero Formica, pertencente à subfamília Formicinae.